# 10973 Thomasreiter
10973 Thomasreiter là một tiểu hành tinh vành đai chính với chu kỳ quỹ đạo là 1226.9040008 ngày (3.36 năm).
Nó được phát hiện ngày 29 tháng 9 năm 1973.